# Císařovna Wang (Čcheng-chua)
Císařovna Wang (čínsky v českém přepisu Wang chuang-chou, pchin-jinem Wáng huánghòu, znaky 吳皇后; † 19. března 1518), zkráceným posmrtným jménem císařovna Siao-čen-čchun (čínsky v českém přepisu Siao-čen-čchun chuang-chou, pchin-jinem Xiàozhēnchún huánghòu, znaky 孝貞純皇后, příjmením Wang (čínsky pchin-jinem Wáng, znaky 吳 byla mingská císařovna, manželka Čcheng-chuy, císaře čínské říše Ming.

## Život
Po nástupu na trůn roku 1464 si Čcheng-chua vzal za císařovnu paní Wu, která se však vzápětí dostala do sporů s paní Wan, měsíc po svatbě ji proto panovník zavrhl a zbavil titulu.
Ještě téhož roku 1464 se novou císařovnou stala paní Wang. Poučena osudem své předchůdkyně si dávala pozor, aby nezkřížila cestu paní Wan. Paní Wan dala Čcheng-chuovi pouze jednoho syna, který brzy zemřel a cítila se kvůli tomu ohrožená eventuálními potomky jiných panovníkových žen. Císařovna Wang proto z obavy před ní zůstala bezdětná. Tím a svou ústupností si uchovala postavení.
Po smrti Čcheng-chuy zaujala postavení císařovny vdovy (皇太後, chuang-tchaj-hou), po smrti Čcheng-chuova syna císaře Chung-č’ povýšila na velkou císařovnu vdovu (太皇太後, tchaj chuang-tchaj-hou). Roku 1510 ji císař Čeng-te poctil titulem velká císařovna vdova Cch'-šeng-kchang-šou (慈聖康壽太皇太后).
Zemřela 19. března 1518 a obdržela posmrtné jméno Siao-čen čuang-i kung-ťing žen-cch’ čchin-tchien fu-šeng čchun chuang-chou (孝貞莊懿恭靖仁慈欽天輔聖純皇后).